# Originalni ponaredek
Originalni ponaredek (srbohrvaško Original falsifikata) je jugoslovanski dramski film iz leta 1991, ki ga je režiral Dragan Kresoja po scenariju Radeta Radovanovića. V glavnih vlogah nastopajo Lazar Ristovski, Žarko Laušević, Bata Živojinović, Dragan Nikolić, Snežana Bogdanović in Dušan Jakišić. Zgodba prikazuje trojico nekdanjih partizanskih soborcev, ki se sčasoma v življenju znajdejo na nasprotnih bregovih.
Film je bil premierno prikazan leta 1991 v jugoslovanskih kinematografih in je naletel na dobre ocene kritikov. Kot zadnji je bil izbran za jugoslovanskega kandidata za oskarja za najboljši mednarodni celovečerni film na 64. podelitvi, toda ni prišel v ožji izbor.

## Vloge
- Lazar Ristovski kot Pavle
- Dragan Nikolić kot Pavlović
- Bata Živojinović kot Vujić
- Snežana Bogdanović kot Lena
- Žarko Laušević kot Stojan
- Dušan Jakišić kot Dragiša
- Ružica Sokić kot Mileva
- Nebojša Bakočević kot Pavle Pavlović
- Neda Arnerić kot Dušanka
- Vesna Trivalić kot Magda
- Ivan Klemenc kot duhovnik
- Milutin Mićović kot govornik na konvenciji
- Mića Tomić kot Radoje
- Vladan Živković kot udbovec
- Uroš Lašić kot dojenček Nikola
- Goran Naskov kot deček Nikola
- Lora Orlović kot Pavlovićeva tajnica
- Dragomir Stanojević kot Dragišin voznik